# Billardiera uniflora
Billardiera uniflora är en tvåhjärtbladig växtart som beskrevs av E.M. Bennett. Billardiera uniflora ingår i släktet Billardiera och familjen Pittosporaceae. Inga underarter finns listade.